# Полуночне
Полуно́чне (рос. Полуночное) — селище у складі Івдельського міського округу Свердловської області.
Населення — 2473 особи (2010, 2895 у 2002).
До 21 липня 2004 року селище мало статус селища міського типу.